# Máximo Castro
Máximo Castro fue un médico argentino de fines del siglo XIX y comienzos del XX.

## Biografía
Máximo Pablo Castro Sáenz Valiente nació en la ciudad de Buenos Aires en 1867, hijo del gobernador Emilio Esteban Castro Rocha (1821, 1899) y de Juana María Sáenz-Valiente Ituarte (1827, 1878).
Máximo Castro se graduó en 1892 en la Facultad de Medicina de la Universidad de Buenos Aires con una tesis titulada Injerto dermo-epidérmico.
Discípulo de Ignacio Pirovano, Máximo Castro trabajó ce manera cercana con su hermano Alejandro Castro y con Marcelo Viñas, hasta que a la muerte de Alejandro en 1902, Máximo Castro asumió la Jefatura del Servicio de Cirugía del Hospital de Niños.
Destacado cirujano, se registra entre sus intervenciones una efectuada en 1903 por la cual practicó «una resección ampliada del estómago por cáncer que invadía el colon haciendo la exéresis doble y restableciendo la continuidad con éxito operatorio».
En los años 1910 y 1911 fue Presidente de la Asociación Médica Argentina.
Habiendo viajado a Francia con el objeto de perfeccionar sus conocimientos médicos, falleció en París a resultas de una afección cardíaca el 2 de enero de 1924.
Estaba casado con María Elvira Leandra Soto Martínez (1880,?) con quien tuvo numerosos hijos: Elvira (1900,?), Máximo (1901,1929), Emilio (1903,?), Damasia Josefina (1905,?), Héctor (1907,1928), Elena (1908,?), Josefina (1911,?) y Alejandro Castro Soto (1916,?).